# Pycnospatha

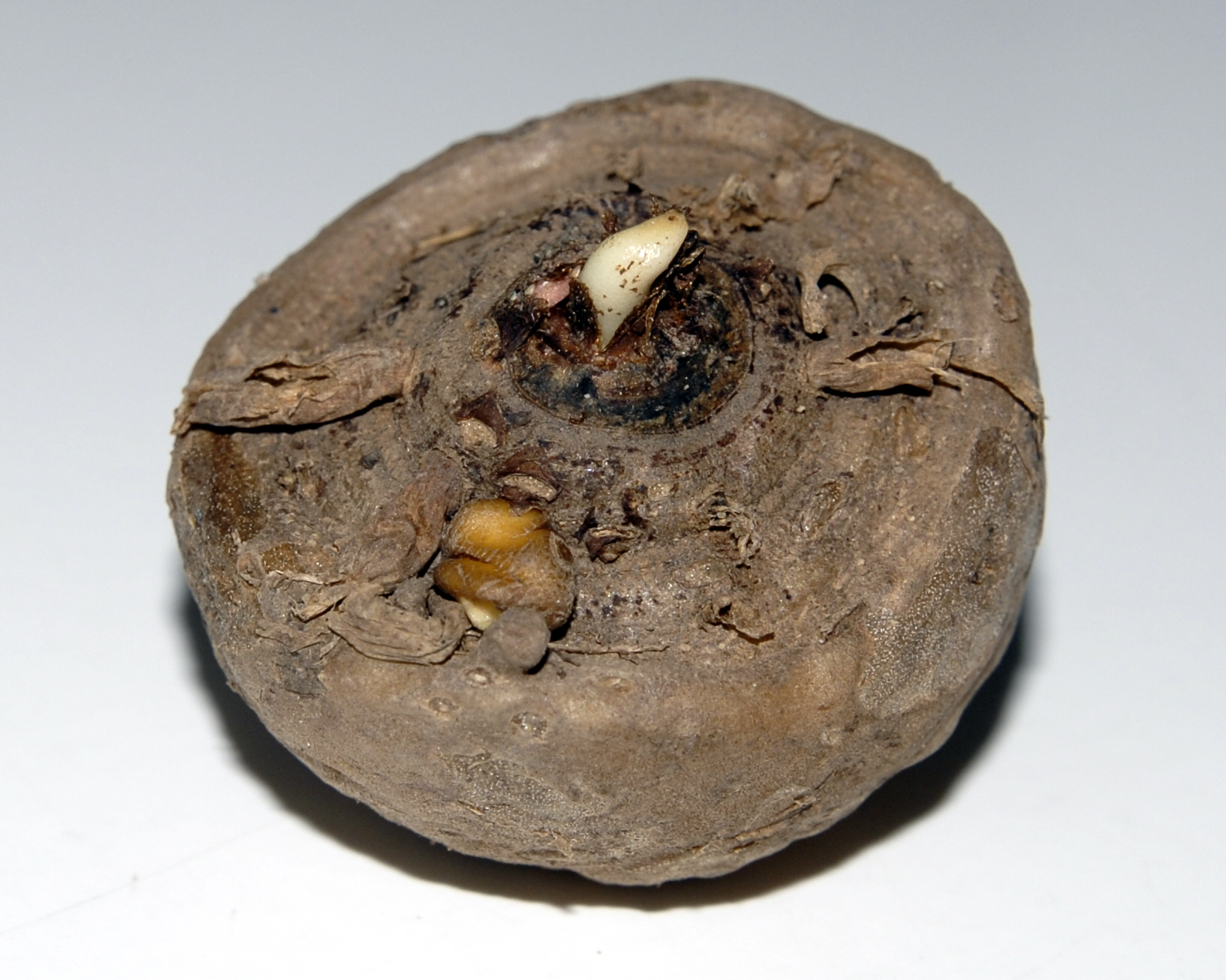
Bulwa Pycnospatha arietina

Pycnospatha Thorel ex Gagnep. – rodzaj wieloletnich, ziemnopączkowych roślin zielnych z rodziny obrazkowatych, obejmujący 2 gatunki endemiczne dla Półwyspu Indochińskiego: Pycnospatha arietina Gagnep., z obszaru od południowo-wschodniej Tajlandii do Wietnamu i Pycnospatha palmata Gagnep. z Tajlandii i Laosu, gdzie zasiedlają polany wiecznie zielonych lasów równikowych. Nazwa naukowa rodzaju pochodzi prawdopodobnie od greckich słów πυκνός (pyknos – gęsty) i σπάθα (spatha – szabla, w bot. pochwa kwiatostanu).

## Morfologia
ŁodygaPodziemna bulwa pędowa.
LiścieRośliny tworzą pojedynczy liść właściwy na gąbczastym ogonku pokrytym kolcami. Blaszka liściowa przeważnie dłoniastosieczna, o płatach tylnych trójsiecznych, a pozostałych trójdzielnych. Listki siedzące.
KwiatyRośliny jednopienne, tworzące pojedynczy kwiatostan typu kolbiastego pseudancjum. Szypułka dużo krótsza od ogonka liściowego. Pochwa kwiatostanu wyraźnie kapturkowata, purpurowa z jasnymi, podłużnym smugami. Kolba siedząca lub osadzona na krótkim trzonku, dużo krótsza od pochwy. Kwiaty obupłciowe, pozbawione listków okwiatu, składają się z co najmniej 6 pręcików i pojedynczej, jednokomorowej i jednozalążkowej zalążni. Łożyska bazalne lub niemal bazalne. Szyjki słupka wydłużone, zakończone punktowym znamieniem.
OwoceCzerwonawe, kolczaste jagody o średnicy około 1 cm i korkowatej owocni. Nasiona o czarnej lub ciemnobrunatnej, twardej, grubej i brodawkowatej łupinie, pokrytej chalazalnie druzami.